# Сасик
Сасик (Кундук) (на украински: Сасик; на руски: Сасык) е лагунно солено езеро в югозападната част на Одеска област в Украйна.
Дължина от север на юг 29 km, ширина 3 – 12 km, дълбочина до 7 m. Езерото се състои от тясна (до 3 km) северна част и широка (до 12 km) южна част. От Черно море го отделя дългата над 10 km и тясна Жебриянска пясъчна коса, а се свързва с него чрез тесен проток в северната част на косата.
Бреговете му са слабо разчленени и песъчливи, а дъното е покрито с тънък слой от сива тиня. От север в него се вливан реките Когилник (Кундук) и Сарата, които през пролетта го опресняват. Годишното колебание на нивото му е около 1 m. Замръзва през декември, а се размразява през март.
В близост до северния му бряг е разположен град Татарбунар.